# Pseudoterinaea nigerrima
Pseudoterinaea nigerrima là một loài bọ cánh cứng trong họ Cerambycidae.